# Botafogo Futebol Clube (Kap Verde)
Der Botafogo Futebol Clube (kurz Botafogo) ist ein kapverdischer Fußballverein aus der Stadt São Filipe auf der Insel Fogo.

## Geschichte
Der Verein wurde am 7. Juli 1973 als Filialverein des brasilianischen Klubs Botafogo FR aus Rio de Janeiro gegründet.

## Erfolge
- Kap-Verdischer Meister: 1980.
- Fogo-Meister (17): 1976, 1980, 1989, 1996, 2001, 2006, 2010
- Fogo-Pokal: 2008